# Eustenancistrocerus pharao
Eustenancistrocerus pharao är en stekelart som först beskrevs av Henri Saussure 1863.  Eustenancistrocerus pharao ingår i släktet Eustenancistrocerus och familjen Eumenidae. Inga underarter finns listade i Catalogue of Life.